# Eucelatoria leucophaeata
Eucelatoria leucophaeata är en tvåvingeart som först beskrevs av Henry J. Reinhard 1967.  Eucelatoria leucophaeata ingår i släktet Eucelatoria och familjen parasitflugor.
Artens utbredningsområde är Arizona. Inga underarter finns listade i Catalogue of Life.